# Cychrini
Los cicrinos (Cychrini) son una tribu de coleópteros adéfagos  perteneciente a la familia Carabidae.

## Géneros
Hay seis géneros y más de trescientas especies descritas:
- Cychropsis Boileau, 1901 - China e India
- Cychrus Fabricius, 1794 - Holártico
- Maoripamborus Brookes, 1944 - Nueva Zelanda
- Pamborus Latreille, 1812 - Australia
- Scaphinotus Dejean, 1826 - Norteamérica
- Sphaeroderus Dejean, 1826 - Norteamérica